# الميزان في تفسير القرآن
الميزان في تفسير القران هو كتاب لتفسير القران الكريم، قام بانجازه محمد حسين الطباطبائي (1321 - 1402 هجري) وقد تم تأليفه في عشرين مجلدا بدأ في كتابة هذا التفسير سنة 1374 هجرية وأنهاه في ليلة القدر 23 رمضان 1392 هجرية وقد سار في خط واحد وجمع بين كتابة هذا التفسير وبين تدريسه لطلاب الحوزة العلمية في مدينة قم.

## المؤلف

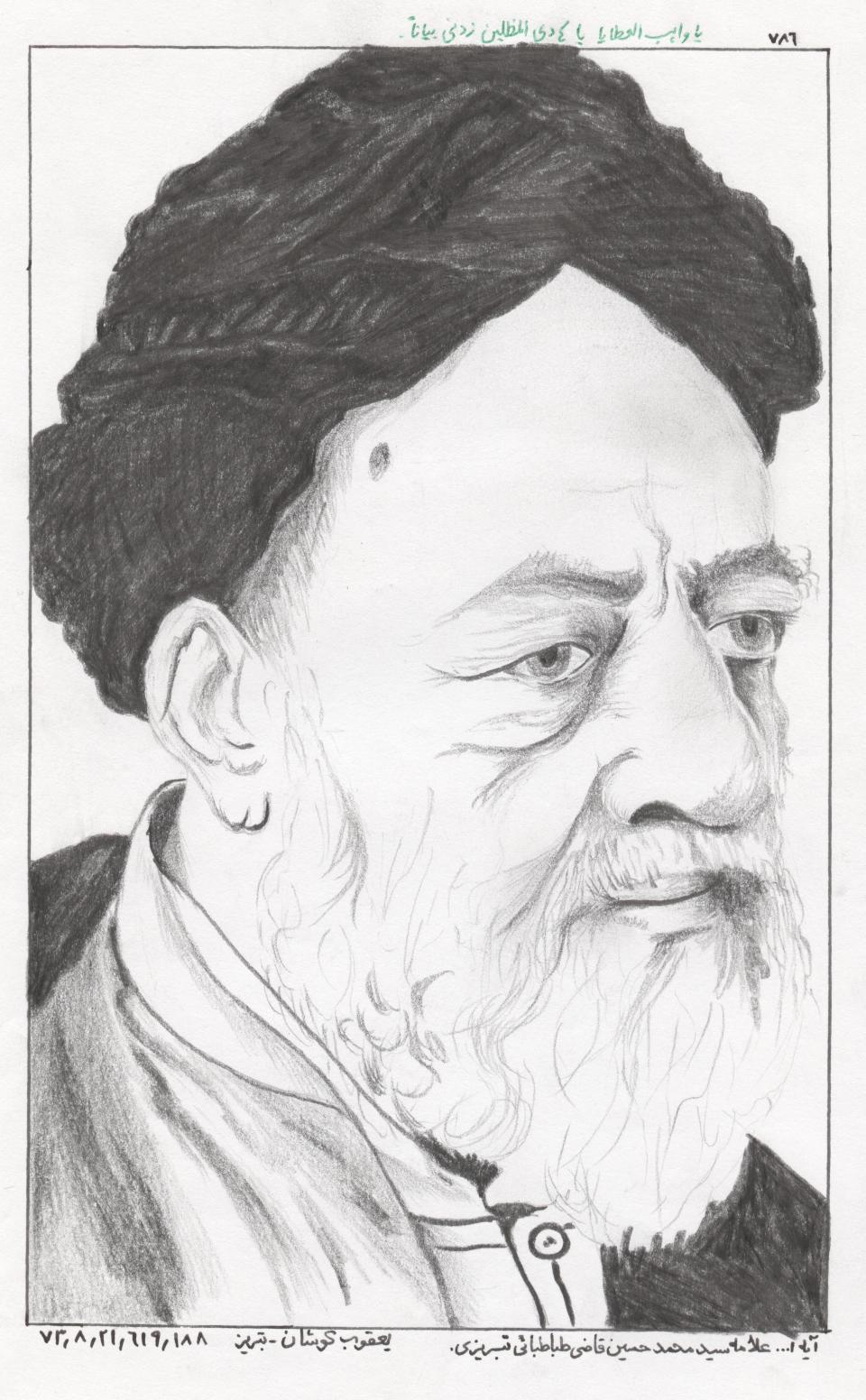
رسم بالأبيض والأسود لصورة العلامة الطباطبائي

السيد محمد حسين الطباطبائي المعروف بـالعلامة الطباطبائي (29 ذو الحجة 1321 هـ / 17 مارس 1904 مـ - 17 محرم 1402 هـ / 15 نوفمبر 1981) من أبرز فلاسفة و عرفاء ومفكري الشيعة في القرن العشرين. اشتهر بتفسيره المعروف بالميزان في تفسير القرآن. يوجد عنه أيضا الكتب الفلسفية كبداية الحكمة ونهاية الحكمة وكتابه المعروف أصول الفلسفة والمذهب الواقعي الذي تصدى المطهري لشرحه والتعليق عليه. تخرج من حلقة دروس الطباطبائي الكثير من الأعلام كالمطهري والشيخ جوادي الآملي والشيخ مصباح اليزدي والبهشتي وغيرهم. وقد لعبت مناظراته مع الفيلسوف والمتخصص بالشأن الشيعي «الفرنسي هنري كاربن» دوراً مهما في إيصال الفكر الشيعي وصورة التشيع إلى المجتمع الأوربي.

## وصف الكتاب
بدأ الطباطبائي بإلقاء محاضرات على طلابه في جامعة قم الدينية في ايران ، ثم الحّ عليه طلابه أن يجمع تلكم المحاضرات لتكون تفسيراً مفيداً، وسفراً نافعاً، فاستجاب لطلبهم حتى صدر الجزء الأول في العام 1375ه 1956م ، وتوالت الأجزاء الأخرى في الصدور حتى آكتمل في عشرين مجلداً، وقد فرغ الطباطبائي من كتابة الجزء الأخير منه في الثالث والعشرين من شهر رمضان المبارك سنة 1392 هجري.
وقيل أن تسيمة الكتاب بهذا الأسم هو كثرة ما عرض فيه من آراء وأقوال للمفسّرين وغيرهم، وتعرضه لها بالمناقشة، فكان كثيراً ما يوازن ويرجح بين الآراء السابقة عليه في الموضع الواحد مؤيداً لبعضها ورافضاً للبعض الآخر.

## منهج المؤلف في التفسير
أمّا بالنسبة للمنهج العام لتفسير الطباطبائي فقد جاء كما يلي:
- اعتمد على مصادر كثيرة في التفسير والحديث والتاريخ وغيرها لم تكن وقفاً على كتب الإمامية، بل ضمت إلى جانب ذلك كثيراً من كتب أهل السنة.
- وزع الآيات على مقاطع ينتظمها سياق واحد، وقدم غرض السورة الأساسي في مفتتح تفسيره لها، ونّبه إلى ما تعالجه هذه المقاطع القرآنية من أغراض في بداية تفسيره لكل مقطع .
- اعتمد بشكل أساسي على القرآن نفسه في استنطاق آية والوقوف على معانيها ، في ضوء ذلك نهج منهجاً موضوعياً وقام بتحديد جملة من المفاهيم القرآنية بمعارضة الآيات الناظرة لها والإفادة منها من ذلك ايضاً ما نهجه في عرض القصص القرآني منهجاً قرآنياً، ولم يعول على الروايات المتناقضة، كما لم يحمل هذه القصص على التخيل، ولم يذهب إلى تأويلها ، فهو يجهد نفسه في ترتيب الآيات الحاكية لقصة ما ترتيباً زمنياً فيؤلف منها قصة قرآنية يعرض عليها الروايات الواردة بشأنها لاستيضاح الجوانب التي أغفلها القرآن في القصة باعتبار كتاب هداية وليس كتاباً قصصياً على أن تكون هذه القصة الروائية تابعة لمضمون القصة القرآنية وغير معارضة لها .
- اعتمد أساساً في الكشف عن معاني القرآن، وفي رد جملة من آراء المفسرين أو ارتضائها، وكذلك اعتبر السياق دليلاً للفصل بين مكّي القرآن ومدنّيه، وفي تحديد بعض الألفاظ القرآنية المبهمة، كما استخدمه دليلاً في قبول بعض الروايات ورفض البعض الآخر، كما استعان بالسياق في الترجيح بين القراءات، كما عني بمسألة الترابط والمنافسة بين الآيات، وكان حريصاً على بيان مجه المناسبة بينها في أكثر الأحيان .
- أعتمد على قاعد ( تفسير القرآن بالقرآن ) وإفادته من سياق الآيات ، وكان يقبل ويرفض ما روي من مظنون السنة.
- استعان بالسنة في تأييد ودعم النتائج القرآنية التي يقف عليها من خلال البيانات التي يخصصها الطباطبائي لبيان معاني الآيات في ضوء اللغة والإعراب، ولأجل أن يتضح ذلك في تفسير عمد إلى استقلالية الايحاث الروائية ويراد ما روي حول الآيات من تفسير أتري أو أسباب النزول، وغيرها في هذه الأبحاث معلقاْ عليها بعد كلمة (أقول) فآن وافقت نتائجه التفسيرية نّبه إليها بالتائيد، وإلاّ ضعفها. وقد ينبه أحياناً إلى أسانيد بعض الروايات إن كان في رجالها من يضعفها، كما عني برفع التعارض بين الروايات مستعيناً بنتائجه التفسيرية في ( البيانات) .
- استعان بأسباب النزول باعتبارها قرأئن يمكن أن توضح النص القرأني وتوجهه وجهة معينة، وتصدّ لأكثر هذه الروايات للتناقض الحاصل بينها فأسقط قسماْ كبيراً منها . ويرى أن الأحكام لا تتوقف عند مناسبات نزولها وإنما العبرة بعموم اللفظ، فالقرآن الكريم تجري أحكامه حتى قيام الساعة، وقد يعبّر عن هذه القاعدة أحياناً ب (الجري وعدّ المصاديق) .
- اهتمّ بترك ما لا طائل تحته، فلم يذكر الأسانيد كاملة بل كان يكتفي بذكر المصادر غالباً، وإن أخذته أحياناً بعض الاستطرادات الروائية. كما أنه لم يعنَ بأخبار فضائل السور كثيراً.
- استعان بأقوال الصحابة ثالتابعين في تفسير بعض الآيات، غير أنه يعتقد فاقدة للحجية بذاتها وتبقى خاضعة للرأي والمناقشة كأي نص أخر ولربما يعتبرها ويقدمها على غيرها من أقوال المفسرين وغيرهم لما أفادوه من عصر النزول .
- أما بالنسبة للغة والإعراب والبلاغة في الآيات فإنه يقدم منها القدر الذي يعين على فهم الآية ويكشف عن مدلولها. كما أنه لم يعقد اهتماماً كبيراً على القراءات، ولم يكن له متهج واضح فيها، فبينما نجده يعتمد قراءة المصحف الشريف نراه في أحيان أخرى يرجح عليها من القراءات ما يلائم السياق منها، وصفوة القول هنلة ا أنه يعتمد السياق أساساً في الترجيح بين القراءات .
- تعرض لمناقشة آراء المفسرين والترجيح بينها على اٌسس: كالسياق، والنصوص القرآنية، وما تؤديه هذه الآيات في تفسير بعضها اللبعض الأخر، والأُسس الاعتقادية كالتوحيد والعدل الإلهين وعصمة الأنبياء وغيرها، ومنها ايضاً عقائد الإمامية .
- أخذ الطباطبائي بالباطن الذي يوافق الظاهر من الآيات وحقائق الشريعة، وأكد على أن المقصود هو الظاهر، بعكس ما ذهب إليه البعض من أن المقصود هو الباطن الذي لا يناله فهم أهل الظاهر، وقد نعت المفسّر هؤلاء بمناقضة ضواهر الدين وحكم العقل ومنهم بعض المتصوفة والباطنية .
- وعن موقفه من الباطن الذي رُوي عن أئمة مذهبه فقد صنف جملة من هذه الروايات بأنها من قبيل ( الجري وعد المصاديق) باعتبار ان الآيات تتحمل أكثر من مصداق، وهذه المصاديق مترتبة طولاً لا عرضاً، فهي لا تتزاحم إذن. وأحياناً يكتفي بإيراد بعضها في أبحاثه الروائية دونما تعليق عليها، وإنما غرضه منها عرض ما ورد عن أئمة أهل البيت في هذا الحقل من التأويل، ولربما لا يشير بالمرة إلى قسم آخر من هذه الروايات التي ذكرت في كتب الإمامية .
- ما أخبر به القرآن الكريم من الغيبيات كا العرش واللوح والقلم وغيرها، سلك الطباطبائي فيه على غير ما سلكه السلف حين قالوا : آنه ليس في مقدور أحد ان يتأولها وعلى رأي قسم منهم أنها من المتشابه الذي لا يعلم تأويله الا الله سبحانه، كما جانب مسلك الفلاسفة حين اعتمدو ما فرضه علم الهيئة على مسلك بطليموس لتنظيم الحركات العلوية الظاهرة للحس، وطبقوا عليه ما ذكره القرآن من هذه الحقائق الغيبية، ورفض أن تحمل هذه الغيبيات على التمثيل والتخييل، وذهب إلى ان تفسير هذه الحقائق في ضوء ما يعطيه اللفظ في الهرف واللغة، ثم يعتمد في أمر مصداقها على ما يفسر فيه بعض الكلام بعضاً وأن لها مصاديق حقيقية خارجية هناك على ما يليق بساحة قدسه تعالى .
- وأما المبهمات التي سكت هنها القرآن الكريم فقد سكت عنها المفسّر وعلق عليها بمقدار ما علق عليها القرآن الكريم ، وعدَّ كل بحثٍ فيها صارفاً من صوارف التفسير .
- على الرغم من وجود أبحاث فلسفية عديدة عقدها الطباطبائي في الميزان فإنه لم يسلك مسلك الفلاسفة في التفسير، ولم ينضد الآيات في نظريات فلسفية كما فعلو، وإنما كان يروم من بعضها دعم وتأييد معاني الآيات وموضوعاتها القرآنية، وقد يزيف أحياناً بعض النظريات الفلسفية التي لا توافق القرآن الكريم .
- والتأويل عنده يعني تلك الحقائق الواقعة التي يستند إليها الآيات القرآنية، وأنها تنبعث من مضامين هذه الآيات . وهذا عين مواقف ابن تيمية من التأويل .
- تصدى الطباطبائي لدعاوى النسخ المتكاثرة التي نشأت من التساهل في إطلاق التسخ على التقيد والتخصيص والاستثناء والتبيين وغيرها . وكان الطباطبائي أصولياً في موقفه من النسخ فميز بين هذه الإطلاقات واختار من النسخ ما كان يفرض الظاهر بين الناسخ والمنسوخ فحسب .
- أوجز المفسّر البيان في آيات الأحكام باعتبارها من خصوص المطالب الفقهية التي تبحث في كتب الفقه لا التفسير، ولربّما عدها صارفاً من صوارف التفسير غير أنه حين يستحكم الخلاف في بعض المسائل الفقهية نجده يذكر فيها آراء للفقهاء والمفسرين ويناقشها ويبين رأيه فيها .
- يتبين أن مسلكه العقائدي ان الطباطبائي لم يخالف الإمامية في شيء من عقائدهم، بينما يختلف مع الأشاعرة والمعتزلة في أكثير من موضع ولا سيما في عقيدتي التوحيد والعدل الإلهين . وفي موارد آخرى عمق النظر والتدبر في الآيات لتدعيم بعض العقائد الإمامية كمسألة الإمامة و العصمة والرجعة ، وكذلك فهو يستعين بظواهر بعض الآيات في تجلية ما غمض من معاني البعض الآخر مثل إرجاعه الآيات التي تلحق ظواهرها التشبيه والتجسيم بالله سبحانه إلى آيات التنزيه، كما يستدل بآيات قرآنية في تحقيق ما تسالم عيه المسلموم كالنبوة والمعاد ، بينما وجدناه في مسألة الجبر والتفويض يسلك مسلكاً عقلياً مجضاً في إثبات الوسطية بينهما .[3]

## الآراء حول الكتاب
يعتبر هذا التفسير واحداً من أشهر وأهمّ كتب التفسير المعاصرة عند الشيعة، بل يُعد هذا التفسير دائرة معارف قرآنية فيما اشتمل عليه من بحوث ودراسات مختلفة بحيث أضحى القرآن الكريم في هذا التفسير مصدرا تنبثق منه العقيدة والشريعة والخلاق والمفاهيم والرؤى الإسلامية بمجموعها.

### أقوال العلماء فيه
مرتضى مطهري :«لم يكتب تفسير الميزان جميعه بوحي الفكر، فأنا أعتقد أن الكثير من موضوعاته هي ألهامات غيبية وقلما تعرض لي مسألة من المسائل الإسلامية والدينية لا أجد مفتاح حلها في الميزان»
محمد جواد مغنية : «عندما حل الميزان بين يدي عطلتُ مكتبتي، وانكببتُ على مطالعته بحيث لم يكن على طاولتي كتاب غيره»
وقال أحد الأعلام : «بين يدي أكثر من ثلاثين تفسيرا قمت بمطالعتها وهي من أهم تفاسير الشيعة والسنة بيد أني لم أجد أعذب وأشهى من تفسير القران ولا أكثر جاذبية وشمولا منه فالميزان أضحى وكأنه قد عزل بقية التفاسير ودفع إلى زاوية النسيان بهذا القدر أو ذاك وأخذ مكانه»

### منهج الميزان في تفسير القران
قال في مقدمة كتابه إن الطريق لفهم القران يمر من خلال منهجين:
وقد استفرغ المؤلف في كتابه في:
1. المعارف المتعلقة بأسماء الله سبحانه وصفاته من الحياة والعلم والقدرة والسمع والبصر والوحدة وغيرها، وأما الذات فستطلع أن القرآن يراه غنيا عن البيان.
2. المعارف المتعلقة بافعاله تعالى من الخلق والامر والإرادة والمشية والهداية والإضلال والقضاء والقدر والجبر والتفويض والرضا والسخط، إلى غير ذلك من متفرقات الأفعال.
3. المعارف المتعلقة بالوسائط الواقعة بينه وبين الإنسان كالحجب واللوح والقلم والعرش والكرسي والبيت المعمور والسماء والأرض والملائكة والشياطين والجن وغير ذلك.
4. المعارف المتعلقة بالإنسان قبل الدنيا.
5. المعارف المتعلقة بالإنسان في الدنيا كمعرفة تاريخ نوعه ومعرفة نفسه ومعرفة أصول اجتماعه ومعرفة النبوة والرسالة والوحي والإلهام والكتاب والدين والشريعة، ومن هذا الباب مقامات الأنبياء المستفادة من قصصهم المحكية.
6. المعارف المتعلقة بالإنسان بعد الدنيا، وهو البرزخ والمعاد.[4]
7. المعارف المتعلقة بالأخلاق الإنسانية، ومن هذا الباب ما يتعلق بمقامات الأولياء في صراط العبودية من الإسلام والإيمان والإحسان والإخبات والإخلاص وغير ذلك. وأما آيات الاحكام، فقد اجتنب تفصيل البيان فيها.

## كتب مرتبطة
- مختصر تفسير الميزان - كمال مصطفى شاكر[5]
- مختصر الميزان في تفسير القرآن ، مع فهارس كاملة - سليم الحسني[6]
- التحقيق في منهجية تفسير القرآن بالقرآن، في تفسير الميزان - جعفر سيدان[7]

- الطباطبائي ومنهجه في تفسيره الميزان - علي الأوسي[8]
- القصص القرآنية وتاريخ الأنبياء في تفسير الميزان - محمد حسين الطباطبائي[9]

## النسخ العربية والإنكليزية
المزان في تفسير الميزان ويب  كتاب  ويب للبحث 
الميزان في تفسير القرآن باللغة الأنكليزية

## وصلات خارجية
- قراءة الكتاب